# Petalioi
Petalioi (em grego: Πεταλιοί) é um grupo de ilhas a sudeste de da ilha Eubeia, na Grécia. Contém 10 pequenas ilhas e ilhéus, quase todos desabitados. A área total é de 22,5 km2. Integram o município de Karystos.
As ilhas são Megalonisos, Chersonisi, Avgo, Lamperousa, Louloudi, Makronisi, Pontikoniso, Praso, Tragos e  Founti. A maior ilha é Megalonisos, com 17 km2.
O nome Petalioi provém de Petalios, nome da maior ilha Megalonisos na Antiguidade.